# 半圆叶杜鹃
半圆叶杜鹃（学名：Rhododendron thomsonii ssp. thomsonii）为杜鹃花科杜鹃花属下的一个亚种。